# Valle de Morrano
El valle de Morrano es un valle de origen glaciar, se encuentra dentro del término municipal del Valle de Bohí (Alta Ribagorza, Cataluña, España), y dentro del Parque Nacional de Aigüestortes y Lago de San Mauricio.
El valle se encuentra por encima de los 1.850 metros y su superficie aproximada es de 5,1 km².